# Pierre-Henri Mayeux

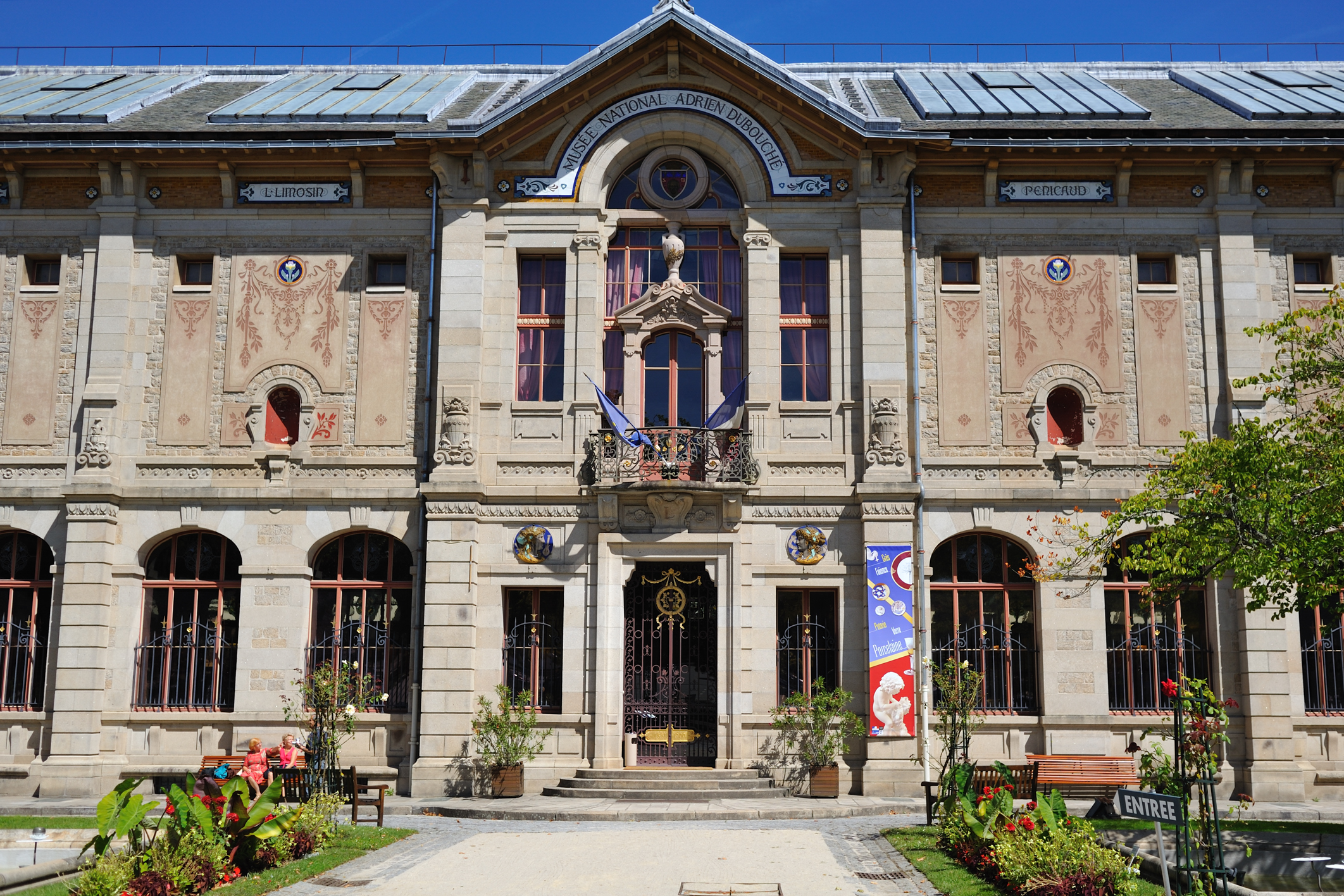
Musée national de la porcelaine Adrien Dubouché

Pierre-Henri Mayeux (1845-1929) est un architecte français, professeur d'art décoratif à l'École nationale des beaux-arts.

## Biographie
Élève de François Guénepin à l'École des Beaux-Arts en 1862. Il termine deux fois second au grand prix de Rome de 1867 et de 1868. Il remporte le prix Sèvres en 1876, pour un projet de vase monumental.
Parmi ses élèves, on compte Armand Bargas.

## Principales réalisations
- musée national de la porcelaine Adrien Dubouché[2]
- Vase, 1877[3]